# Zukići (Konjic, BiH)
Zukići su naseljeno mjesto u općini Konjic, Federacija Bosne i Hercegovine, BiH.
Nalazi se pored magistralne ceste M-17, na relaciji Bradina – Podorašac.

## Stanovništvo

### 1991.
Nacionalni sastav stanovništva 1991. godine, bio je sljedeći:
ukupno: 346
- Muslimani – 298
- Srbi – 29
- Hrvati – 11
- ostali, neopredijeljeni i nepoznato – 8

### 2013.
Nacionalni sastav stanovništva 2013. godine, bio je sljedeći:
ukupno: 245
- Bošnjaci – 241
- Hrvati – 4